# Srpski telegraf
Srpski telegraf je dnevna tabloidna novina koja izlazi i distribuira se u Republici Srbiji, u vlasništvu domaće kompanije Medijska mreža sa sedištem u Beogradu.

## Istorijat
Prvi primerak novina izlazi 24. marta 2016. štampan u tiražu od 250.000 primeraka i dobijao se besplatno na kioscima. Pokrenut je simbolično na godišnjicu početka NATO bombardovanja SR Jugoslavije (SRJ) od strane dugogodišnji profesionalnih novinara Milana Lađevića i Saše Milovanović.
Prvo nedeljno izdanje Srpskog telegrafa izlazi 4. jula 2021.

## Ostale publikacije
Dodatak „Astro“, izlazi ponedeljkom
Detaljan nedeljni horoskop za svaki znak zodijaka, astrološke prognoze na poslovnom, ljubavnom planu i zdravstveno stanje svakog horoskopskog znaka. Prepoznatljivi saveti astrologa, zanimljive astrološke teme i analiza pozicija planeta i njihov uticaj na ponašanje znakova zodijaka.
Dodatak „Rijaliti“, izlazi utorkom
Najzanimljiviji i najaktuleniji događaji i vesti iz popularnih rijaliti programa. Pikanterije iz privatnog života, sudbine i afere rijaliti učesnika, intervju sa članovima porodica. Životi učesnika u stvarnom svetu nakon napuštanja rijalitija, kako žive, šta rade i pričaju, kako troše novac koji su zaradili učešćem u rijalitiju.
Dodatak „Tetka Saveta“, izlazi sredom
Dodatak za svaku ženu koja želi da ima savršeno uredan, čist i dekorisan životni prostor, a ne želi da sve svoje slobodno vreme provede u čišćenju, pranju, kuvanju i glancanju. Čitaocima daje korisne savete i trikove kako da sa što manje novca, vremena i truda završe sve moguće poslove oko stana, kuće i dvorišta. Savetnik za potrošače su vesti kojima se upozoravaju kupci o prevarama, koje mogu da ih zadese na tržištu, bilo da kupuju nameštaj, odeću, hranu ili koriste usluge raznih firmi.
Dodatak „Ruski lekar“, izlazi četvrtkom
Dodatak u kojem možete da saznate šta ruski doktori imaju da kažu o bolestima za koje su usko specijalizovani, najnovijim medicinskim dostignućima, kao i njihove savete i smernice za lečenje. Savete daju ruski specijalisti iz raznih oblasti, koji su priznati svuda u svetu. Recepti za prirodne lekove, koje možete da napravite sami i to od sastojaka koje već imate u kući. Namirnice koje bi trebalo da uvrstite u jelovnik i zbog čega, a šta bi trebalo da izbegavate u širokom luku.
Dodatak „Srpski kuvar“, izlazi petkom
Pripremanje ukusnih jela sa mesom, bez mesa ili vegeterijanska sa što manje utrošenog vremena, para i nerava sa receptima za hranu, koja će oduševiti svakog gosta. Čitaoci koje su na hrono ishrani mogu da pronađu obrok za doručak, ručak i večeru. Zanimljive i korisne informacije o određenom voću ili povrću, koje je izabrano za namirnicu broja.

### Srpski telegraf onlajn
Srpski telegraf objavljuje sadržaje iz dnevnih izdanja u okviru svoje multi-platforme za vesti Republika.rs, pokrenute 2017. godine.

## Autorski tekstovi
Povodom 3. rođendana 24. marta 2019. Srpski telegraf objavljuje autorski tekst Predsednika Srbije Aleksandra Vučića pod naslovom „Izbore ili moju glavu – šta hoćete?“ 

## Pokrenute incijative
Dnevni list "Srpski telegraf" pokrenuo je inicijativu da se junacima sa Košara, koji su 1999. dali živote braneći granice Srbije od prodora OVK i NATO podigne spomenik u Beogradu.
Idejno rešenje skulpture autora Miodraga Rogana postavljeno je u park šumi „Bencio Buli”.

## Spoljašnje veze
- Srpski telegraf zvaničan veb sajt
- Srpski telegraf na mreži Facebook